# 오루네
오루네(Orune, 사르데냐어: Orùne)는 이탈리아의 사르데냐 주 누오로도에 있는 코무네이다. 칼리아리에서 북쪽으로 약 130 킬로미터 (81 mi) 떨어져 있으며, 누오로에서 북쪽으로 약 11 킬로미터 (7 mi) 떨어져 있다.
오루네는 다음 코무네와 접한다: 베네투티, 비티, 도르갈리, 룰라, 눌레, 누오로.